# گونشلی (ساعتلی)
گونشلی (به لاتین: Günəşli) یک منطقه مسکونی در جمهوری آذربایجان است که در شهرستان ساعتلی واقع شده است. گونشلی ۱۲۷۶ نفر جمعیت دارد.